# 안동국제탈춤페스티벌
안동 국제 탈춤 페스티벌(Andong Maskdance Festival, 安東国際タルチュムフェスティバル)은 대한민국 경상북도 안동시 일원에서 열리는 축제로 한국의 탈춤 및 민속 공연과 세계 여러 나라의 민속 공연을 주제로 하는 축제이다. 2007년부터 2009년(취소)까지 3년 연속 문화체육관광부 선정 대한민국 대표 축제로 선정되었다.

## 축제 연표
- 안동국제탈춤페스티벌97: 1997년 10월 1일 ~ 10월 5일

- 안동국제탈춤페스티벌98: 1998년 9월 25일 ~ 9월 29일
  - 주제: 초랭이의 신명

- 안동국제탈춤페스티벌99: 1999년 10월 1일 ~ 10월 10일
  - 주제: 이매의 웃음

- 안동국제탈춤페스티벌2000 : 2000년 9월 29일 ~ 10월 8일
  - 주제: 새 천년 새 신명

- 안동국제탈춤페스티벌2001: 2001년 10월 5일 ~ 10월 14일
  - 주제: 선비의 풍류

- 안동국제탈춤페스티벌2002: 2002년 9월 26일 ~ 10월 5일
  - 주제: 부네의 미소

- 안동국제탈춤페스티벌2003: 2003년 9월 26일 ~ 10월 5일
  - 주제: 솟구치는 힘, 살아나는 흥

- 안동국제탈춤페스티벌2004: 2004년 10월 1일 ~ 10월 10일
  - 주제: 각시의 꿈

- 안동국제탈춤페스티벌2005: 2005년 9월 30일 ~ 10월 9일
  - 주제: 할미의 억척

- 안동국제탈춤페스티벌2006: 2006년 9월 29일 ~ 10월 8일
  - 주제: 양반의 멋과 흥

- 안동국제탈춤페스티벌2007: 2007년 9월 28일 ~ 10월 7일
  - 주제: 신명나는 탈춤, 살맛나는 세상

- 안동국제탈춤페스티벌2008: 2008년 9월 26일 ~ 10월 5일
  - 주제: 탈을 쓴 당신, 삶이 새롭다!

- 안동국제탈춤페스티벌2009(취소): 2009년 9월 25일 ~ 10월 3일
  - 주제: 하나의 세계 신명의 탈춤
  - 비고 : 2009년 인플루엔자 범유행에 대한 행정안전부의 행사 취소 권고로 인하여 전격적으로 취소되었다.[2]

- 안동국제탈춤페스티벌2010: 2010년 9월 24일 ~ 10월 3일
  - 주제: 신명의 탈춤 천년의 꿈

- 안동국제탈춤페스티벌2011: 2011년 9월 30일 ~ 10월 9일
  - 주제: 축제, 왕이 되는 마법

- 안동국제탈춤페스티벌2012: 2012년 9월 28일 ~ 10월 7일
  - 주제: 귀여운 악(樂)마들의 난장

- 안동국제탈춤페스티벌2013: 2013년 9월 27일 ~ 10월 6일
  - 주제: 꿈꾸는 세상, 영웅의 탄생

- 안동국제탈춤페스티벌2014: 2014년 9월 26일 ~ 10월 5일
  - 주제: 두근두근 사자(Jumping! Pumping! Lion)

## 주요 공연
다음의 내용은 안동국제탈춤페스티벌2008에서 개최된 공연물을 바탕으로 작성되었다.

### 한국 탈춤
- 가산오광대
- 강령탈춤
- 강릉관노가면극
- 고성오광대
- 김해오광대
- 동래야류
- 동해안탈굿
- 봉산탈춤
- 북청사자놀음
- 송파산대놀이
- 수영야류
- 양주별산대놀이
- 예천청단놀음
- 은율탈춤
- 진주오광대
- 통영오광대
- 퇴계원산대놀이
- 하회별신굿탈놀이

### 해외 민속공연
- 일본 가마쿠라 공연단
  - 가마쿠라카구라(鎌倉神楽)
  - 멘카케행렬

- 러시아 ROVESNIKI
  - Russian Song
  - The Volka River
  - Egor the Curly-Headed

- 브리야티야 ALTAN BULAG
  - Selbireske
  - Kytalyltar kydallarygar
  - Tyuhyulge

- 인도네시아 싱가라자 탈춤공연단 : 단막극

- 중국 산동성 웨이팡시 예술단 : 경극

- 태국 단사이 주립대 예술단 : 태국 전통무용

- 필리핀 마스카라 탈춤 퍼레이드

### 마당극
- 굿모닝 허도령
- 밥이 지일이여

### 하회마을
- 선유줄불놀이

### 인형극
창작 인형극 및 전래동화를 바탕으로 한 인형극 상연

### 경연대회
- 창작 탈&퍼포먼스 경연대회
- World Maskdance 경연대회
- 천연염색패션쇼

## 안동민속축제
안동민속축제는 1971년부터 개최된 안동의 축제로 안동 지역에 전승되어 오는 민속 공연과 민속 놀이를 상연하던 축제이다. 1997년부터는 안동국제탈춤페스티벌 기간에 함께 개최된다.
- 궁도대회
- 내방가사(內房歌辭) 경창대회
- 덧뵈기
- 놋다리밟기
- 달집 태우기
- 도산별시(別試)
- 범패(梵唄)시연 및 등 축제
- 서제(序祭)
- 성황제 및 굿 한마당
- 저전농요(農謠)시연
- 전통탈곡 시연
- 전통혼례 시연
- 짚풀공예경연대회
- 차전놀이
- 한두실행상소리(전통 상여소리)
- 헌다례(전통 다도 시연)